# Коммевейне
Коммевейне (нід. Commewijne) - округ Суринаму, розташований на правому березі річки Суринам. Адміністративний центр - місто Ньїв-Амстердам, інше значиме місто - Альянс.
Населення округу - 24 649 осіб (2004), площа - 2353 км² .

## Історія
Поряд з численними невеликими колоніальними укріпленнями, в Ньїв-Амстердамі розташована велика фортеця, побудована для захисту району в ході Другої англо-голландської війни.

## Населення
За переписом населення 2012 етнічний склад населення провінції був такий:
| національність | % від населення |
| -------------- | --------------- |
| креоли         | 5,4%            |
| індосуринамці  | 29,8%           |
| яванці         | 47,2%           |
| змішані        | 11,25%          |

## Економіка
Основний дохід приносить землеробство, причому перші плантації були засновані ще першими голландськими колоністами в 1600х роках.